# Dornier Do 17
El Dornier Do 17, a veces llamado el Fliegender Bleistift («lápiz volador» en alemán), fue un bombardero ligero alemán de la Segunda Guerra Mundial producido por la compañía de Claudius Dornier, Dornier Flugzeugwerke. Fue diseñado como un schnellbomber («bombardero rápido»), un bombardero ligero que, en teoría, podía ser tan rápido que podía dejar atrás a los cazas enemigos. 
El Do 17 fue diseñado con dos motores montados en una estructura de ala semialta y con una configuración de doble cola con dos estabilizadores verticales. El modelo fue popular entre sus tripulantes debido a su buena maniobrabilidad a baja altitud, que hizo al Dornier capaz de realizar ataques de bombardeo por sorpresa. Su esbelto y delgado fuselaje hacía que fuera un avión más difícil de abatir que otros bombarderos alemanes, ya que se presentaba como un objetivo de menor tamaño.
Diseñado a principios de los años 30, fue uno de los tres modelos de bombardero principales utilizados por la Luftwaffe en los tres primeros años de la guerra. El Do 17 se estrenó en combate en 1937 durante la guerra civil española, operando en la Legión Cóndor en varias funciones. Junto con el Heinkel He 111, fue el principal modelo de bombardero de la fuerza aérea alemana entre 1939 y 1940. El Do 17 fue usado durante toda la guerra, y un elevado número de ejemplares entró en acción en todos los principales teatros de campaña como avión de primera línea hasta finales de 1941, cuando su uso y efectividad se vieron reducidos por su menor carga de bombas y alcance limitado. La producción de este avión finalizó en el verano de 1940, en favor del más moderno y potente Junkers Ju 88. No obstante, el sucesor del Do 17 fue el más potente Dornier Do 217, que comenzó a aparecer con fuerza en 1942. Aun así, el Do 17 continuó en servicio con la Luftwaffe realizando varias funciones hasta el final de la guerra, como remolcador de planeadores, avión de investigación y entrenador. Un número considerable de ejemplares fue vendido a otras naciones del Eje. Unos pocos Dornier Do 17 sobrevivieron a la guerra. El último fue desguazado en Finlandia en 1952. 

## Diseño y desarrollo

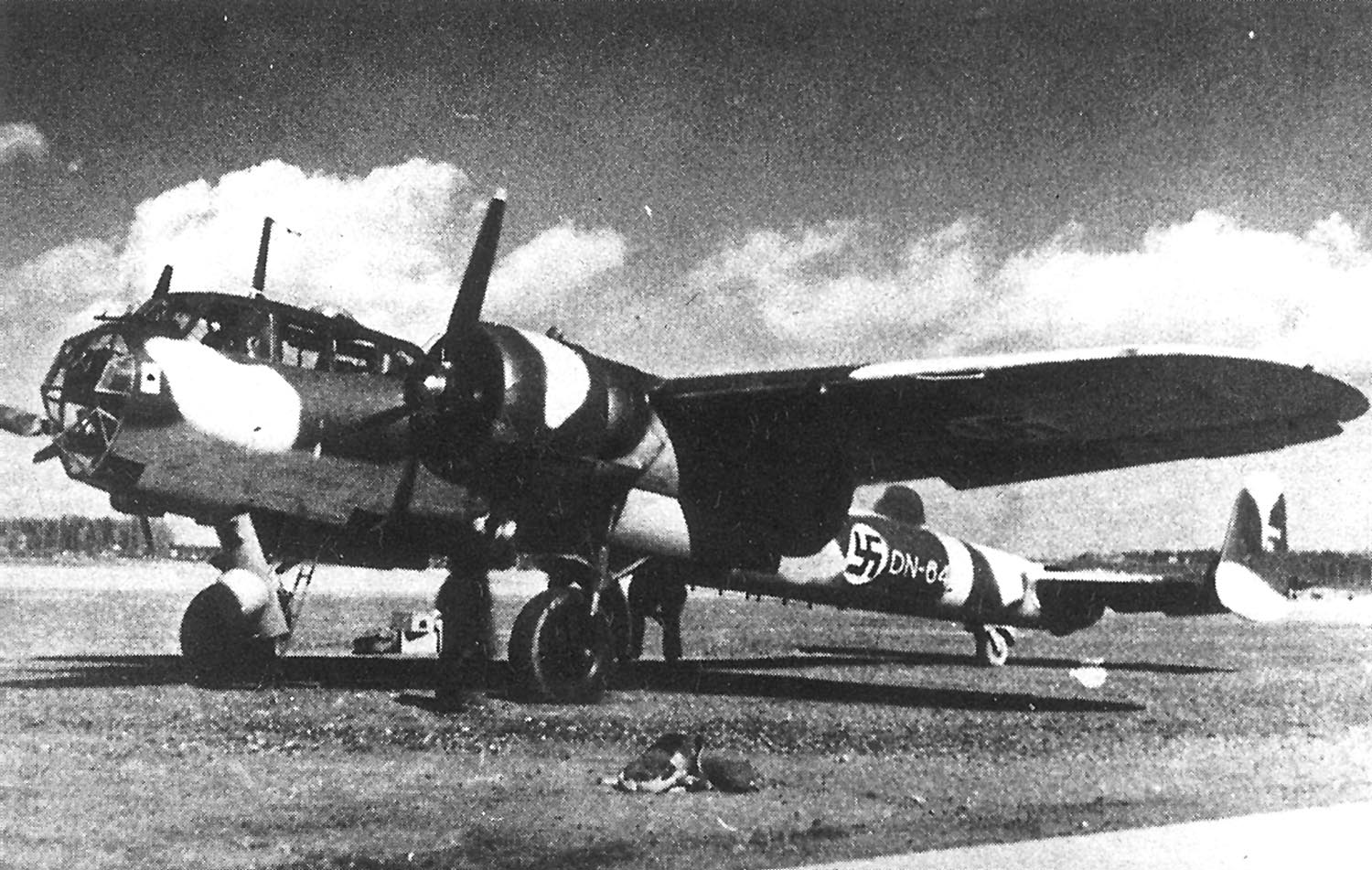
Un Do 17 de la Fuerza Aérea Finlandesa.

Es bien sabido que los nuevos bombarderos rápidos alemanes de finales de los años treinta habían sido desarrollados clandestinamente como transportes civiles. Quienes vieron por primera vez el Do 17 V1, el primer prototipo de un nuevo avión terrestre de alta velocidad construido a mediados de 1934 por la Dornier Flugzeugwerke GmbH en Friedrichshafen, intuyeron rápidamente que el nuevo aparato poseía potencial militar. Tan estilizado era que fue bautizado fliegender Bleistift ("lápiz volador"). El nuevo modelo parecía en efecto un bombardero, con sus limpias líneas, pequeña unidad de cola monoderiva, elegante fusión de ala y fuselaje, y los aterrizadores principales retrayéndose en las góndolas de sus motores BMW.
Como avión comercial era poco menos que un desastre, con un cubículo para dos plazas a popa de la cabina de vuelo y un estrecho compartimiento para otras cuatro detrás del ala, en un fuselaje cuyo interior tenía una altura de sólo 1,22 m. El ala, cantilever y de implantación media-alta, dejaba el espacio suficiente por debajo para instalar una bodega de bombas de dimensiones respetables.
Desde que realizó su primer vuelo el 23 de noviembre de 1934, el Do 17 demostró muy buenas características, pero a pesar de que se construyeron rápidamente otros dos prototipos, evaluados por la aerolínea Deutsche Lufthansa, pronto se comprobó que el nuevo modelo no era apto para el transporte de pasajeros. Pese a las apariencias, el Do 17 había sido desarrollado en realidad como avión postal rápido con cabida para seis plazas. Los prototipos languidecían en un hangar de la factoría de Löwental (Friedrichshafen) cuando, por casualidad, el capitán Robert Untucht (afamado piloto de pruebas de Lufthansa y oficial de enlace del RLM (Ministerio del Aire alemán)) tuvo acceso a ellos y decidió probar un ejemplar. Su entusiasmo por las características del aparato dio como resultado el Do 17 V4, un prototipo de bombardero con unidad de cola bideriva. 
Siguieron otros prototipos, de los que el Do 17 V5, con motores Hispano, alcanzó los 390 km/h. Como era más rápido que cualquiera de los cazas en servicio, se pensó incluso en no montarle armamento defensivo, pero el Do 17E-1 entró en producción con una ametralladora MG 15 de defensa trasera dorsal y otra ventral, ambas de accionamiento manual. La carga ofensiva era de 750 kg. Quince ejemplares (doce según otros autores) de la versión correspondiente de reconocimiento, la F-1, fueron enviados en la primavera de 1937 a la Legión Cóndor, que por entonces operaba en España apoyando a las fuerzas nacionalistas, y sustituyeron a los Heinkel He 70F-2, que pasaron a manos de los españoles. Los nuevos aviones demuestran su capacidad de evadir a los cazas republicanos en términos de velocidad y comienzan a llegar los bombarderos Do 17E-1 que, en número de 20 según algunos autores, se integran en los escuadrones de bombardeo de la Legión Cóndor (1. y 2.K/88). En agosto de 1938, seis Do 17F-1 y E-1 pasan a manos españolas y se integran en el Grupo 8-G-27. Posteriormente, la Legión Cóndor recibió diez Do 17P, de los cuales cuatro fueron transferidos al Ejército del Aire al final de la guerra, junto con todos los supervivientes de las variantes F y E. Conocidos como "Bacalaos" en España, los Do 17 supervivientes a la guerra se integraron en el Grupo 44 del Regimiento Aéreo Mixto n1º basado en Alcalá de Henares. Durante su servicio tras la guerra, hasta cinco ejemplares se perderían en diversos accidentes (existen discrepancias sobre el número total de aviones de este modelo llegados a España, fluctuando entre 31 y 45).

### En servicio, primeros desarrollos

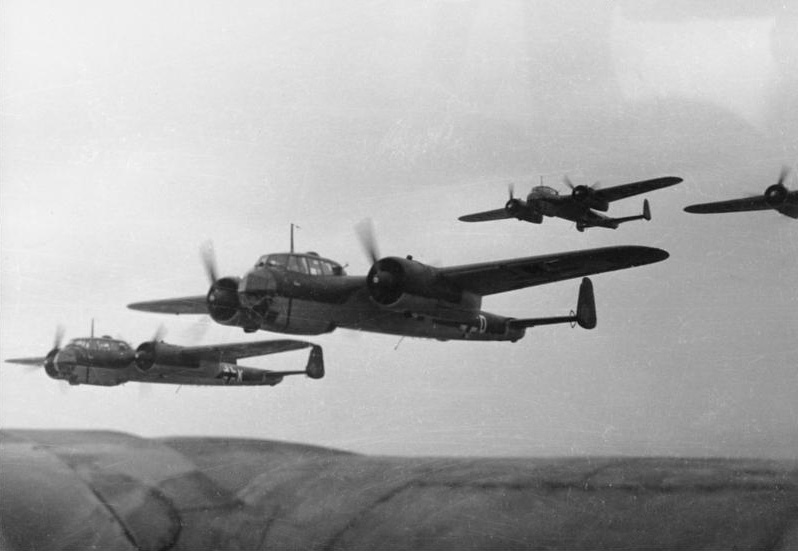
Formación de aviones Dornier Do 17Z, 1940.

En julio de 1937, el Do 17 V8 (conocido también como Do 17M V1) apareció en la prestigiosa Competición Internacional de Aviones Militares de Zürich. Impresionó por su limpieza de líneas y se impuso fácilmente en el Circuito de los Alpes, desbancando a todos los cazas participantes. Este avión presentaba el morro corto y redondeado de los Do 17E y F. La delegación yugoslava en la competición cursó allí mismo un pedido por veinte Do 17K y gestionó la licencia de producción. El modelo yugoslavo, con el morro largo original y dos motores Gnome-Rhône 14N de 980 hp, estaba artillado con un cañón automático de 20 mm y tres ametralladoras, y alcanzaba los 420 km/h. Cuando las fuerzas alemanas invadieron Yugoslavia el 6 de abril de 1941, existían unos setenta Do 17K de varios subtipos, 26 de los cuales fueron destruidos en tierra. Algunos de los supervivientes serían utilizados por la fuerza Aérea de Croacia contra los partisanos soviéticos, en tanto que el 19 de abril de 1941, dos ejemplares consiguieron escapar a Heliópolis (Egipto) con otros tantos cargamentos de oro. Estos dos aparatos fueron integrados en la RAF con las matrículas AX 706 y 707.
En España, la aparición de los cazas monoplanos soviéticos Polikarpov I-16 supuso un primer aviso sobre la posible vulnerabilidad del avión de Dornier, de modo que a finales de 1937 se diseñó una nueva sección delantera del fuselaje, con más espacio para la tripulación y un mejor sector de tiro para las armas defensivas. Puesto en vuelo a primeros de 1938, el nuevo modelo entró en producción bajo la designación Do 17Z, que comprendió aviones de bombardeo, reconocimiento y caza nocturna, todos ellos con motores BMW Bramo-Fafnir. Con una carga máxima de 1000 kg de bombas, el Do 17Z-2 fue el Dornier estándar durante las grandes batallas de 1940. Se habían construido unos 500 ejemplares cuando, a mediados de año, se interrumpió su producción. Los aparatos de este tipo sirvieron con las alas KG 2, KG 3 y KG 5 (croata), y con las Fuerzas Aéreas de Finlandia.
El Do 17Z-6 Kauz fue un caza nocturno equipado con el morro de un Ju 88C-2, con su cañón y tres ametralladoras MG 17. Apareció a continuación un modelo construido expresamente, el Do 17Z-10 Kauz II, que llevaba dos cañones, cuatro ametralladoras y el primer FLIR (infrarrojo de barrido frontal) del mundo. La primera de las varias victorias obtenidas por los Do 17Z-1 corrió a cargo del teniente Becker el 18 de octubre de 1940, abatiendo un Vickers Wellington en la vertical de Zuyder Zee. A finales de 1940, el Do 17Z-10 comenzó a ser reemplazado por el Dornier Do 215B. La designación "215" se había elegido para las versiones de exportación del Do 17Z, pero el único comprador fue Suecia a finales de 1939, que eligió el motor DB 601A de 1100 hp. Los dieciocho Do 215B-1 no llegaron a ser exportados y, en cambio, pasaron a manos de la Luftwaffe en calidad de aviones veloces de reconocimiento. Por lo menos 20 ejemplares del último lote de Do 215B-4 fueron convertidos en cazas nocturnos Do 215B-5, no sólo con el infrarrojo, sino también con los primeros ejemplares del radar Lichtenstein. Fue de nuevo Becker quien consiguió el primer derribo con el nuevo tipo, el 9 de agosto de 1941, abatiendo otros cuatro aparatos el 2 de octubre y convirtiéndose en el primer as de la caza nocturna.
Ya en 1937, el RLM había expresado la necesidad de un Do 17Z agrandado, con mayor carga de bombas y superior capacidad de carburante, capaz de aceptar una amplia gama de motores e igualmente capaz de realizar bombardeos horizontales y en picado. Puesto en vuelo en agosto de 1938, el Do 217 V1 estaba propulsado por dos motores DB 601A de 1075 hp y, a pesar de su semejanza con los Do 17 y 215, era un diseño totalmente nuevo. Sus cualidades de vuelo eran inferiores y, de hecho, este prototipo acabó estrellándose, pero el desarrollo prosiguió. Volaron prototipos con motores Junkers Jumo 221A y BMW 139 antes de que se emplease el voluminoso BMW 801 en el Do 217 V9 de enero de 1940. Por entonces, sus características de pilotaje eran aceptables, pero el aerofreno único, que se abría como una cruz enorme en el cono de cola, causó un sinfín de problemas. A mediados de 1941, tras haberse evaluado varios tipos de aerofrenos y haberse estrellado algunos aviones, el RLM abandonó su pretensión de que el pesado Do 217 fuese un bombardero en picado.

### Serie Dornier Do 217, los pesos pesados
El primer modelo puesto en servicio a finales de 1940 fue el Do 217E-1, el primer bombardero de la serie, con una impresionante carga de 4000 kg de bombas, de los que 2500 kg se alojaban en la bodega. El Do 217E-1 montaba un cañón automático MG FF de 20 mm y accionamiento manual en el morro, utilizado en misiones antibuque en el Atlántico por la KG 40, y siete MG 15. El Do 217E-2 introdujo la torreta dorsal eléctrica EDL 131 con la excelente MG 131; una MG 131 de accionamiento manual y, en posición ventral, un MG 151/15 fijo y de tiro ventral, y tres MG 15 de mando manual completaban el armamento defensivo, si bien el R-19 (19º kit de conversión de campaña de la serie Rüstsatz) proporcionaba también dos o cuatro ametralladoras MG 81 concentradas en el cono de cola, tirando por la popa. Otros Rüstsätze eran sistemas de corte de cables de globos cautivos y otros tipos de armas, de los que el mayor fueron dos misiles antibuque Hs 293 bajo las alas, con el sistema Kehl/Strassburg de guía por radio. El primer modelo operacional con los misiles fue el Do 217E-5 que, utilizado por el II/KG 100, comenzó a actuar, con efectos devastadores, contra la navegación británica a partir del 25 de agosto de 1943.
Con los subtipos Do 217E, Dornier obtuvo los modelos más pesados de la familia; las versiones posteriores, aunque adecuadas, resultaban por lo general faltas de potencia. A pesar de ello, y ante la ausencia de los motores de 2000 hp que hubiese necesitado, Dornier propuso a principios de 1941 el desarrollo de una versión de caza e intrusión nocturna. El aparato resultante fue el Do 217J, que podía utilizar gran variedad de armas y una considerable cantidad de combustible en sus misiones sobre Gran Bretaña, pero Hitler en persona mandó la cancelación de esos vuelos el 12 de octubre de 1941, de manera que el Do 217J sólo operó sobre Alemania y, desde septiembre de 1942, sobre Italia con la Regia Aeronautica. Equipado con radar, usualmente el FuG 202 Lichtenstein BC, el Do 217J-2 conservaba la torreta y el arma trasera inferior del Do 217E-2, pero presentaba un nuevo morro con cuatro MG FF y cuatro MG 17.
El 31 de julio de 1942, Dornier puso en vuelo el primer Do 217N, con motores DB 603A de 1850 hp. Caza nocturno muy mejorado, aunque no ideal, el Do 217N llevaba una completa dotación de aviónica y, para su empleo en el frente del Este, podía utilizar la bodega de bombas. El Do 217N-2 presentaba carenados de madera en vez de la torreta y el puesto de tiro ventral, pero también el nuevo radar SN-2 y, bastantes ejemplares, los cañones de tiro oblicuo hacia arriba Schräge Musik; la dotación usual eran cuatro MG 151 de 20 mm, armas que en el Do 217N-2 reemplazaron también a los MG FF fijos en el morro. Sólo se entregaron 354 aviones Do 217J y Do 217N, que serían retirados de las NJG (alas de caza nocturna) de primera línea a mediados de 1944.
En 1941, Dornier había agrandado de nuevo el compartimiento de la tripulación, eliminando esta vez los parabrisas e instalando un morro totalmente transparente, de forma parecida a como se hizo en otros aviones alemanes de esta época. El bombardero Do 217K-1 entró en servicio con la KG 2, reemplazando los últimos Do 17Z-2 en octubre de 1942. En un principio, las tripulaciones se quejaron de esta envoltura de plexiglás, pero de hecho el Do 217K-1 era un avión mejor distribuido interiormente y equipado incluso con un paracaídas de frenado. En diciembre de 1942 entró en operación el Do 217K-2, con la envergadura ligeramente incrementada a fin de poder utilizar las bombas guiadas FX (o FX 1400 o Fritz X). Estos ingenios pesaban 1570 kg y el sistema de guía Kehl/Strassburg los controlaba en cabeceo y acimut. El III/KG 100 del comandante Bernhard Jope, con base en Istres, tuvo una actuación relevante el 9 de septiembre de 1943, cuando la flota italiana zarpó de La Spezia para unirse a los Aliados. Uno de los mayores acorazados del mundo, el flamante acorazado Roma, recibió dos impactos directos y se hundió en cuestión de minutos, y su gemelo, el acorazado Italia, llegó a duras penas a Malta, con más de 800 t de agua a bordo. Más adelante, los FX enviarían al fondo un número considerable de buques. Bastantes Do 217K-2 llevaban dos Rüstsätze R-19 en la cola, con cuatro ametralladoras MG 81.
El último Do 217 de producción fue el Do 217M, esencialmente un Do 217K-1 con motores DB 603A o, alternativamente, una versión de bombardeo del Do 217N. Sólo se construyeron unos pocos (tenía prioridad el caza nocturno Do 217N), pero uno de ellos fue alcanzado por la artillería antiaérea sobre Londres el 23 de febrero de 1944: abandonado por su tripulación, el avión se limitó a planear y realizar un perfecto aterrizaje con el vientre en las cercanías de Cambridge. Pero este modelo no podía mantenerse en vuelo con un solo motor y, como en el caso de todos los Do 217, daba la impresión de que era demasiado avión para tan poca potencia motriz y superficie alar utilizadas. El último de los Do 217, y también el más rápido, el Do 217P estaba concebido para operar a alta cota y contaba con un motor DB 605T en la cola a fin de sobrealimentar los dos DB 603B propulsores.
La producción total del Do 217 ascendió a 1541 bombarderos y 364 cazas nocturnos, entre los que no se cuentan los cinco Do 217R. Estos aparatos fueron cinco de los seis prototipos del Do 317, una propuesta de bombardeo lejano, con presurización y armamento defensivo por control remoto. El Do 317 V1 voló en 1943 y parecía un Do 217M con derivas triangulares, en tanto que el Do 317B, con motores dobles acoplados DB 601A/B de 2870 hp, no llegó tan siquiera a volar. Los cinco últimos prototipos del Do 317 se completaron sin presurización, y equipados con soportes para las bombas guiadas Hs 293, fueron empleados por el III/KG 100 con la denominación Do 217R.

## Variantes
Do 17E-1
Desarrollado a partir del noveno prototipo, presentaba morro acristalado y llevaba una carga de 500 kg de bombas.
Do 17F-1
Avión de reconocimiento fotográfico con dos cámaras y mayor capacidad de combustible.
Do 17K
Desarrollado para Yugoslavia, el Do 17K era similar al Do 17M, pero estaba propulsado por dos motores Gnome-Rhöne 14N1/2 de 980 hp. El modelo fue fabricado bajo licencia por Drzavna Fabrika Aviona de Kraljevo; hubo tres versiones: el bombardero Do 17Kb-1 y los aviones de reconocimiento Do 17Ka-2 y Do 17 Ka-3, que tenían capacidad secundaria de bombardeo y ataque al suelo.
Do 17L
Dos prototipos de una versión de guía de formaciones, propulsados por motores Bramo 323A-1 de 900 hp.
Do 17M
Los prototipos 13.º y 14.º, propulsados por motores Bramo 323A-1, fueron utilizados para desarrollar la combinación célula/motor para los aviones de producción.
Do 17M-1
Podía llevar una carga de 1000 kg de bombas y estaba armado con tres ametralladoras MG 15 de 7,92 mm, dos de ellas situadas en posiciones dorsal y ventral, y una tercera disparaba a través del parabrisas de estribor.
Do 17R
Dos bancadas experimentales de motores, uno para el Daimler-Benz DB 600G de 950 hp y otro para el Daimler-Benz DB 601A de 1000 hp.
Do 17P
Versión de reconocimiento fotográfico del Do 17M, propulsada por dos motores BMW 132N de 875 hp y equipada con cámaras Rb20/30 y Rb50/30 o Rb20/8 y Rb50/8 para el Do 17P-1 de serie.
Do 17S-0
Avión de reconocimiento de alta velocidad propulsado por tres DB 600G para pruebas, con un artillero en posición prona en la parte inferior de la sección delantera del fuselaje, que disparaba una ametralladora MG 15 de tiro frontal; morro muy acristalado.
Do 17U
Se construyeron 15 Do 17U-0 y Do 17U-1 como aviones de exploración; de los cinco tripulantes, dos eran operadores de radio.
Do 17Z
El modelo más numeroso de los Do 17; se construyeron unos 1700. El Do 17Z aparecía en diferentes versiones: Do 17Z-0, similar al Do 17S, con dos motores Bramo 323A-1 de 900 hp y armado con tres ametralladoras MG 15; el Do 17Z-1 llevaba una ametralladora adicional MG 15 en el morro y era capaz de transportar una carga de 500 kg de bombas; el Do 17Z-2 con motores Bramo 323P de 1000 hp y una carga de 1000 kg de bombas, incrementándose hasta seis el número de ametralladoras MG 15, e incluso algunos pocos aparatos fueron equipados hasta con ocho ametralladoras; se fabricaron 22 Do 17Z-3 para realizar tareas de reconocimiento, equipados con cámaras Rb 50/30 o Rb 20/30; el Do 17Z-4 era una conversión a entrenador con doble mando y el Do 17Z-5 era esencialmente un Do 17Z-2 con sistema de flotación en el fuselaje y a proa de las góndolas de los motores; sólo se produjo un Do 17Z-6 Kauz I para intrusión de largo alcance y tareas de caza nocturna, que incorporaba el morro del Junkers Ju 88C-2 y llevaba un cañón MG FF de 20 mm y tres ametralladoras MG 17; se diseñó un nuevo morro para los nueve ejemplares del Do 17Z-10 Kauz II que llevaban cuatro ametralladoras MG 17 y cuatro MG FF; para funciones de caza nocturna estaba equipado con un radar Lichtenstein C1 y un detector Spänner-II-Anlage de infrarrojos.
Do 215
Desarrollado como Do 17Z para la exportación, el Do 215A-1 (con motores Daimler-Benz DB 601-A de 1075 hp) formaba parte de un pedido de 1939 para Suecia, pero los 18 aviones fueron embargados y entregados a la Luftwaffe como Do 215B-0 y Do 215B-1; dos Do 215B-3 se entregaron a la Unión Soviética en 1940; el Do 215B-4 era un avión de reconocimiento fotográfico, equipado con cámaras Rb 20/30 y Rb 50/30; el caza nocturno Do 215B-5 estaba dotado de un nuevo morro y armamento, similar al que llevaba el Do 17Z-10.

## Operadores
Alemania nazi
- Luftwaffe

 Bulgaria
- Fuerza Aérea Búlgara: recibió once Do 17M y P en 1940 y al menos once aviones ex yugoslavos en 1941. En 1943 recibió seis Do 17M adicionales. Permanecieron en servicio por lo menos hasta 1945.[4]

 Estado Independiente de Croacia
- Fuerza Aérea del Estado Independiente de Croacia: recibió al menos 15 Do 17Z en 1941, once Do 17K ex yugoslavos y 30 o 36 Do 17E en 1942.

 España
- Aviación Nacional / Ejército del Aire de España: recibió aviones Do 17E-1, F-1, y P-1 (cuatro) de la Legión Cóndor. "Canario" Azaola, en el artículo "El triste sino de los Bacalaos españoles", menciona 10-12 en servicio tras el final de la guerra civil española, aunque, según autores extranjeros, el número era de trece.[5][6] El último de ellos (R-3-30), perteneciente a la variante P, fue enviado a la Maestranza Aérea de Logroño el 30 de noviembre de 1951, siendo desguazado en fecha indeterminada.

 Estados Unidos
- Fuerza Aérea del Ejército de los Estados Unidos: utilizó al menos un Do 17E-1 (WkNr 2095). Renombrado Axis Sally, fue enviado a Estados Unidos al finalizar la guerra para ser probado.[7][8]

 Finlandia
- Fuerza Aérea Finlandesa
  - 46.º Escuadrón: 15 aviones recibidos en enero de 1942.[9][10]

 Hungría
- Real Fuerza Aérea del Ejército Húngaro: recibió un Do 17Ka-3 ex yugoslavo.[11]

 Italia
- Regia Aeronautica: utilizó al menos un Do 17 en el 1° Centro Sperimentale en Guidonia, donde fue probado hasta septiembre de 1943.[12]

 Reino Unido
- Real Fuerza Aérea: puso en servicio dos Do 17K de fabricación yugoslava que huyeron de Yugoslavia transportando al rey Pedro II de Yugoslavia y parte de las reservas de oro.[13][14][15] Los aparatos recibieron las denominaciones AX706 y 707. Ambos aviones fueron destruidos por un ataque aéreo en el aeródromo de Ismaïlia el 27 de agosto de 1941.[16]

 Rumania
- Real Fuerza Aérea Rumana: recibió 10 Do 17M usados en noviembre de 1942.[17]

 Suiza
- Fuerza Aérea Suiza: utilizó un único Do 17Z-2, internado después de que aterrizara en el Aeropuerto de Basilea en abril de 1940.[18]

 Reino de Yugoslavia
- Real Fuerza Aérea Yugoslava

## Especificaciones

### Do 17E-1
Referencia datos: Smith 1967.

### Características generales
- Tripulación: Cuatro (piloto, bombardero/artillero, 2 artilleros)
- Longitud: 16,2 m (53,3 ft)
- Envergadura: 18 m (59,1 ft)
- Altura: 4,6 m (15 ft)
- Superficie alar: 55 m² (592 ft²)
- Peso vacío: 4500 kg (9918 lb)
- Peso cargado: 6800 kg (14 987,2 lb)
- Peso máximo al despegue: 7039 kg (15 514 lb)
- Planta motriz: 2× motor lineal V12 de 7,3 l refrigerado por agua BMW VI.
  - Potencia: 552 kW (761 HP; 751 CV) cada uno.

### Rendimiento
- Velocidad máxima operativa (Vno): 380 km/h (236 MPH; 205 kt) a nivel del mar
- Alcance: 1593 km (860 nmi; 990 mi) a media carga
- Techo de vuelo: 5500 m (18 045 ft)
- Velocidad máxima en picado: 550 km/h
- Velocidad de aterrizaje: 110 km/h

### Armamento
- Ametralladoras: 

  - 3x MG 15 de 7,92 mm (a veces equipaba hasta 5 ametralladoras)
- Bombas: 1000 kg

### Do 17Z-2
Referencia datos: Fighters and Bombers of World War II

### Características generales
- Tripulación: Cuatro (piloto, bombardero/artillero, 2 artilleros)
- Longitud: 15,8 m (51,8 ft)
- Envergadura: 18 m (59,1 ft)
- Altura: 4,6 m (15 ft)
- Superficie alar: 55 m² (592 ft²)
- Peso vacío: 5210 kg (11 482,8 lb)
- Peso cargado: 8580 kg (18 910,3 lb)
- Peso máximo al despegue: 8850 kg (19 505,4 lb)
- Planta motriz: 2× motor radial de 9 cilindros en estrella simple BMW Bramo 323P Fafnir.
  - Potencia: 736 kW (1015 HP; 1001 CV) cada uno.
- Hélices: 1× Tripala por motor.

### Rendimiento
- Velocidad máxima operativa (Vno): 427 km/h (265 MPH; 231 kt)
- Alcance: 1010 m (3314 ft) (a media carga)
- Alcance en combate: 320 km (173 nmi; 199 mi)
- Techo de vuelo: 7000 m (22 966 ft)
- Carga alar: 156 kg/m² (32 lb/ft²)
- Potencia/peso: 170 W/kg

### Armamento
- Ametralladoras: 

  - 6x MG 15 de 7,92 mm

- Cañones: 

  - 1x MG FF o MG 151 de 20 mm (opcional), que ocasionalmente podía reemplazar a la ametralladora inferior del morro
- Bombas: Carga máxima de 1000 kg en la bodega

  - 20× 50 kg
  - 4× 250 kg

## Supervivientes

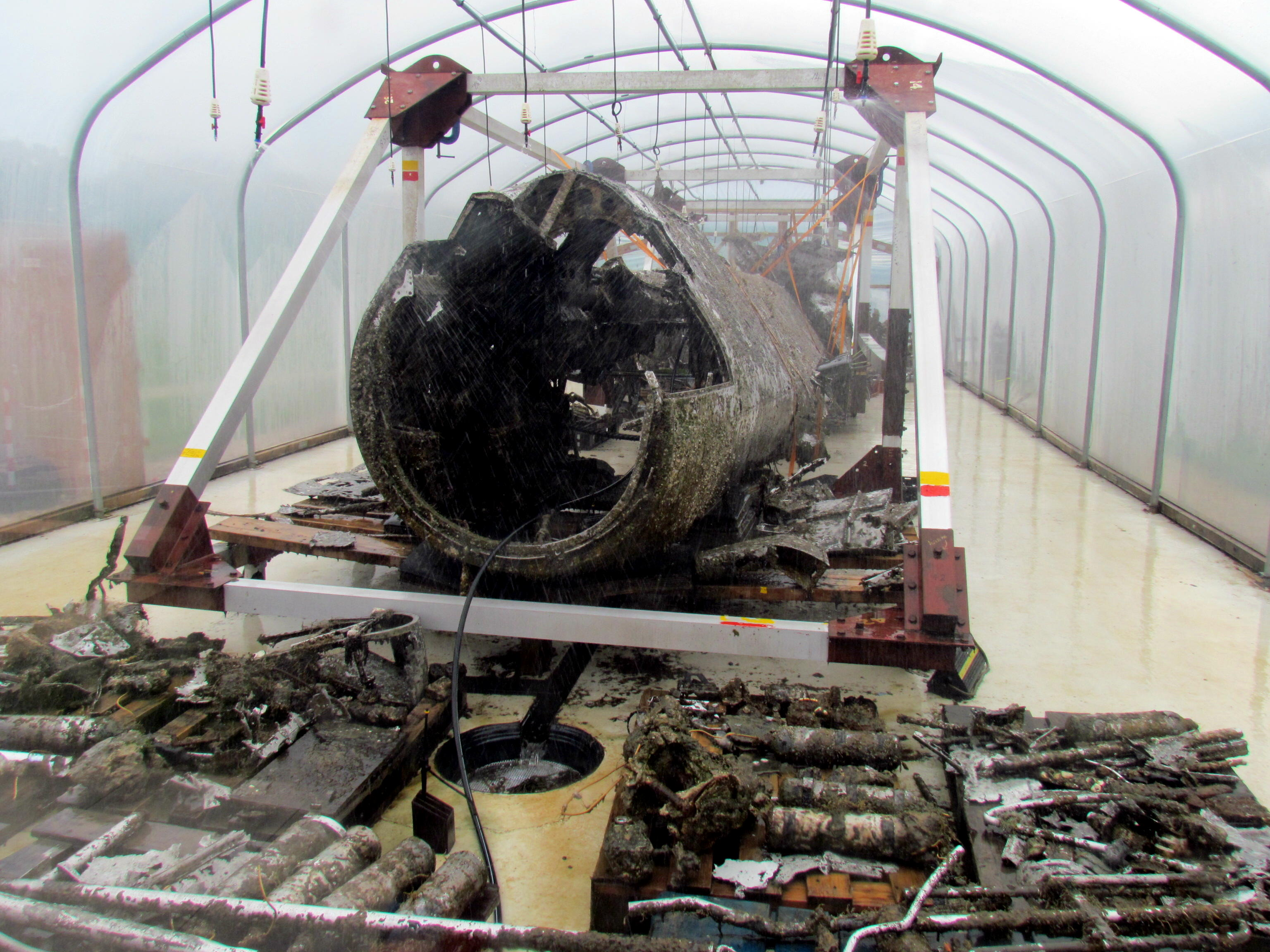
Los restos del fuselaje del Do 17 n.º 1160 en el museo de la RAF.

El 3 de septiembre de 2010, el Museo de la Royal Air Force de Londres anunció el descubrimiento de un Dornier Do 17 enterrado en las arenas de la costa de Kent, en el sureste de Inglaterra. Localizado por submarinistas en el año 2008, fue identificado como el Dornier Do 17Z Werk Nr. 1160 del 7/KG3, código 5K+AR, basado en Sint-Truiden, Bélgica, y derribado el 26 de agosto de 1940 durante la batalla de Inglaterra. Debido a su valor, condición única y buen estado de conservación, el museo planeó proteger el bombardero y recuperarlo, llevándolo hasta el puerto de Ramsgate, en Kent, para después ser transportado al Museo de la Real Fuerza Aérea Británica de Cosford, en el condado de Shropshire, donde se llevaría a cabo su restauración. El 11 de junio de 2013, tras esperar a las condiciones meteorológicas adecuadas para el rescate, la aeronave fue levantada con la ayuda de una grúa montada sobre una plataforma marina y cables colocados alrededor del fuselaje.

## Aeronaves relacionadas

### Desarrollos relacionados
- Dornier Do 215
- Dornier Do 217
- Dornier Do 317

### Aeronaves similares
- Martin Maryland
- Bloch MB.170
- Mitsubishi G3M
- PZL.37 Łoś
- De Havilland Mosquito
- Bristol Blenheim
- Saab 18
- Tupolev SB

### Secuencias de designación
- Secuencia Do _ (designaciones del RLM para Dornier): ← Do 14 - Do 15 - Do 16 - Do 17 - Do 18 - Do 19 - Do 20 →
- Secuencia Numérica (designaciones del RLM 1933-1945): ← Do 14 - Do 15 - Do 16/Wn 16 - Do 17 - Do 18 - Do 19 - Do 20 →
- Secuencia Numérica (Aeronaves del Ejército del Aire español, 1939-1945): ← 24 - 25 - 26 - 27 - 28 - 29 - 30 (I) →
- Secuencia R._ (Aeronaves de Reconocimiento del Ejército del Aire español, 1945-1954): R.1 - R.2 - R.3 - R.4 - R.5 - R.6 →